# Hermann Kant
Hermann Kant (Hamburgo, 14 de junio de 1926-Neustrelitz, 14 de agosto de 2016) fue un escritor alemán.

## Biografía
Hijo de un jardinero y hermano mayor del escritor de libros infantiles, Uwe Kant (nacido en 1936), tras su educación secundaria, comienza a formarse como electricista convirtiéndose en instalador en 1944. En 1944, fue llamado a filas a Polonia donde fue apresado en una cárcel de Varsovia y más tarde en un campo de trabajos forzosos, donde se hizo miembro del Comité antifascista y profesor en una escuela central antifascista. 
En 1949, con la RDA, se inscribió en el Partido Socialista Unificado de Alemania (SED), aprobó la selectividad en 1952 en Greifswald y estudió literatura en la Universidad Humboldt de Berlín, donde más tarde estuvo en una organización de germanistas. 
Trabajó en el periódico Neue Deutsche Literatur y desde 1964 es miembro del PEN Club, del que fue presidente entre 1967 y 1982. Entre 1969 y 1992, fue miembro de la academia de las artes, donde en 1979 sancionó a miembros como Adolf Endler, Jurek Becker, Klaus Schlesinger, Erich Loest, Rolf Schneider o Stefan Heym.
Entre 1974 y 1979, fue miembro de la dirección del SED para el distrito de Berlín, y representó a la Cámara del Pueblo de 1981 a 1990, y miembro del Comité Central de SED entre 1986 y 1989. Desde 1990, está en el PDS. 
Tras la reunificación alemana, ha negado varias denuncias por críticas por su colaboración con la Stasi.

## Obra
- Ein bisschen Südsee, 1962
- Die Aula, 1965
- Das Impressum, 1972
- Eine Übertretung, 1975
- Der Aufenthalt, 1977
- Der dritte Nagel, 1981
- Zu den Unterlagen, 1957-1980
- Bronzezeit, 1986
- Die Summe, 1987
- Abspann, 1991
- Kormoran, 1994
- Escape, Ein WORD-Spiel, 1995
- Okarina, 2002
- Kino, 2005
- Die Sache und die Sachen, 2007
- Kennung, 2010